# Europäische Badminton-Hochschulmeisterschaft 2015
Die Europäische Badminton-Hochschulmeisterschaft 2015 fand vom 30. August bis zum 6. September 2015 in Warschau statt. Es war die zehnte Austragung der Titelkämpfe.

## Sieger und Platzierte
| Disziplin    | Gold                                                 | Silber                                                | Bronze                                                            |
| ------------ | ---------------------------------------------------- | ----------------------------------------------------- | ----------------------------------------------------------------- |
| Herreneinzel | Mateusz Dubowski Universität Opole                   | Sinan Zorlu Bursa Uludağ Üniversitesi                 | Vincent Medina Universität Bordeaux                               |
| Herreneinzel | Mateusz Dubowski Universität Opole                   | Sinan Zorlu Bursa Uludağ Üniversitesi                 | Tobias Wadenka Universität des Saarlandes                         |
| Dameneinzel  | Özge Bayrak Bursa Uludağ Üniversitesi                | Neslihan Yiğit Bursa Uludağ Üniversitesi              | Weronika Grudzina AZS UW Warszawa                                 |
| Dameneinzel  | Özge Bayrak Bursa Uludağ Üniversitesi                | Neslihan Yiğit Bursa Uludağ Üniversitesi              | Anastasia Chervyakova Universität Nischni Nowgorod                |
| Herrendoppel | Mateusz Dubowski Paweł Pietryja Universität Opole    | Gregor Dunikowski Thomas Vallez Universität Bordeaux  | Antoine Bebin Corentin Lecerf Universität Rouen                   |
| Herrendoppel | Mateusz Dubowski Paweł Pietryja Universität Opole    | Gregor Dunikowski Thomas Vallez Universität Bordeaux  | Sebastian Rduch Tobias Wadenka Universität des Saarlandes         |
| Damendoppel  | Neslihan Yiğit Özge Bayrak Bursa Uludağ Üniversitesi | Delphine Delrue Lauranna Rosello Universität Bordeaux | Weronika Grudzina Anna Szymanska AZS UW Warszawa                  |
| Damendoppel  | Neslihan Yiğit Özge Bayrak Bursa Uludağ Üniversitesi | Delphine Delrue Lauranna Rosello Universität Bordeaux | Charlie Sehier Morgane Tessier Universität Rouen                  |
| Mixed        | Paweł Pietryja Aneta Wojtkowska Universität Opole    | Thomas Vallez Delphine Delrue Universität Bordeaux    | Corentin Lecerf Morgane Tessier Universität Rouen                 |
| Mixed        | Paweł Pietryja Aneta Wojtkowska Universität Opole    | Thomas Vallez Delphine Delrue Universität Bordeaux    | Rodion Kargaev Anastasia Chervyakova Universität Nischni Nowgorod |
| Team         | Bursa Uludağ Üniversitesi                            | Universität Bordeaux                                  | Universität Opole                                                 |
| Team         | Bursa Uludağ Üniversitesi                            | Universität Bordeaux                                  | Universität Nischni Nowgorod                                      |